# Arlekin
Arlekin var en tidning utgiven i Stockholm 17 juli 1834 till 9 oktober 1834.
Tidningen trycktes hos H. G. Nordström med antikva som typsnitt. Den kom ut tisdagar med 4 sidor och 2 spalter i ett format 32,5 x 16,5 cm dvs mindre än tabloid.
Endast 13 nummer av tidningen kom ut. Det var en vitter tidning (litterär) på vers och prosa. Utgivare var avskedade extra ordinarie kanslisten i kungliga handels-expeditionen filosofie doktor O. P. Sturzenbecker, som den 36 juni 1834 erhöll utgivningsbevis för tidningen. I sista numret 13 finnes ett tillkännagivande i form av ett begravningsbrev innehållande en notis om att herr Arlekin hastigt avlidit den 9 oktober 1834, Priset för tidningen var 2 riksdaler 16 skilling banko för 26 nr.